# Akilattirattu Ammanai
L'Akilattirattu Ammanai (Tamoul : அகிலத்திரட்டு அம்மானை) vient des mots akilam (monde), thirattu (collection) et ammanai (ballade). Parfois appelé Thiru Edu (le livre vénérable), il s'agit du principal ouvrage dans la religion Ayyavazhi, dans le Sud de l'Inde. Le titre est souvent abrégé en Akilam ou Akilathirattu.

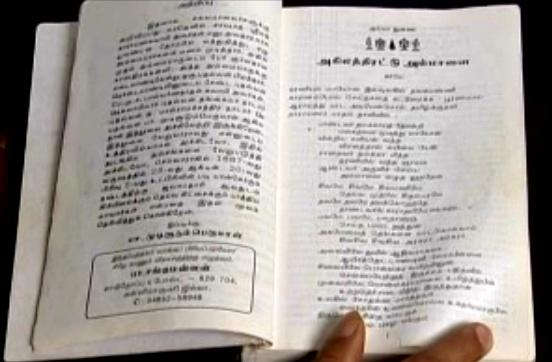
Version récente de l'ouvrage.

## Histoire
D'après le livre, il aurait été écrit en 1841, le 27e jour du mois tamoul de Kārttikai (novembre/décembre) par un des seedars (disciples du principal dieu Ayya Vaikundar). L'auteur raconte que Dieu l'a réveillé durant son sommeil et l'a chargé de prendre note de ce qu'il disait. L'ouvrage fut écrit sur des feuilles de palmier, médium le plus populaire pour écrire en Tamoul jusqu'en 1939, où parut la première édition imprimée.
D'après l'auteur, ce livre est l'histoire de Dieu venant dans l'âge du fer (auquel on se réfère dans les textes hindous par Kâlî Yuga), pour gouverner le monde en l'amenant à la béatitude. Cette histoire expose dans un même ensemble les faits historiques sur Ayya Vaikundar et des réinterprétations de passages d'anciens textes hindous : les Pourânas (mythologiques) et Itihasas (poèmes épiques). Il est présenté comme si Vishnu racontait l'histoire à son épouse Lakshmi.
Bien qu'écrit par le disciple Hari Gopalan, celui-ci prétendit qu'il ne savait rien de ce que le livre contenait. Il se serait donc réveillé comme chaque matin et il ne savait pas qu'il avait écrit le jour précédent. D'autres légendes disent qu'il a commencé à écrire une nuit et a continué dans les jours suivants.
Dès qu'Ayya Vaikundar mourut, le manuscrit sur feuilles de palmier fut déplié. Il contenait les préceptes de la religion Ayyavazhi et ainsi la religion fut prêchée par les disciples en accord avec ces instructions.

## Style
L'Akilam est écrit comme un poème en tamoul, : littérature tamoule classique.
La narration alterne entre deux genres appelés : viruttam (en) et natai, qui ont recours à plusieurs figures de style classique en poésie, comme l'allitération et l'hyperbate.
L'histoire est écrite en deux parties : la première est un récit des temps précédant le temps présent (le Kali Yukam), et le second est un récit des activités d'Ayya Vaikundar jusqu'à son ascension vers la demeure de Vishnu. L'ensemble contient plus de 15 000 versets divisés en 17 sections.
- Premier akilam
- Second akilam
- Troisième akilam, termine le Dwapara Yukam, et décrit la vie de Santror et Makkal de la naissance au mariage.
- Quatrième akilam
- Cinquième akilam
- Sixième akilam
- Septième akilam, contient les préparations en vue de l'incarnation de Vaikundar, la prison de Kâlî, et l'acceptation par les sept déités de naître dans le monde. Traite également des Sept Logas, les sept mondes supérieurs.
- Huitième akilam, relate la naissance de Sampooranathevan et Sampooranathevan, le corps de Vaikundar englouti par la mer, le premier Tiruvasakam et le Thiru Nadana Ula.
- Neuvième akilam traite, entre autres, de la naissance de Vaikundar dans la mer.
- Dixième akilam, traite de l'apparition de Vaikundar au bord de mer après l'avatar (hindouisme) et contient le second Tiruvasakam.
- Onzième akilam, donne les règles aux dieux édictées par Vaikundar, le troisième Tiruvasakam et les méditations de Vaikundar, dites Tavam.
- Douzième akilam, renferme le quatrième Tiruvasakam, la destruction des démons, l'arrivée des forces de Kaliyan (une des manifestations du mal) pour arrêter Vaikundar, et le second Vinchai (instructions à Vaikundar lors de sa renaissance par Narayana, nom donné à Vishnu).
- Treizième akilam, contient l'arrestation de Vaikundar, le Katuvai Sothanai, et la libération de Vaikundar.
- Quatorzième akilam, relate le troisième Vinchai, l'arrestation des Deva (dieu) et la conversation entre Vaikundar et les sept déités.
- Quinzième akilam, aussi appelé Kalyana Vasippu, décrit le mariage de Vaikundar avec les sept déités dans un style poétique.
- Seizième akilam, où l'on traite à nouveau des évènements du mariage symbolique de Vaikundar avec les sept déités.
- Dix-septième akilam. Cette partie contient les évènements du jugement final de Vaikundar envers Kroni (manifestation du mal) et la condamnation à l'enfer. Il est également fait mention de l'état de béatitude du Dharma Yukam.

## Versions
Le texte original est endommagé et il est délicat de le déchiffrer. Trois versions ont été copiées directement à part de l'original :
- Version Panchalagkuricchi
- Version de Swamithoppe
- Version Kottangadu

On pense que la version de Panchalankuricchi est une copie directe par l'auteur même de l'original, tandis que les deux autres versions sont ultérieures. Les trois autres premières versions sur feuilles de palmier sont Nariyan vilai, Varampetran-pantaram et Saravanantheri. Parmi les éditions du XXe siècle, on trouve :
- La version Vaikundar Thirukkudumbam publiée par l'organisation éponyme en 1989 mais très critiquée pour l'addition et la suppression de versets à partir d'autres versions sur 300 pages ; bien que l'organisation prétende que ces lignes ont été ajoutées à partir des premières versions, cette version est peu acceptée.
- La version Palaramachandran, première version imprimée en 1939. Selon une autre opinion, cette version aurait été faite tout d'abord en 1933. Elle est basée sur la version de Swamithoppe et contrairement à beaucoup d'autres versions, elle ne divise pas le contenu en 17 sections. Il y eut onze éditions dont la dernière en 2001. De nombreuses lignes trouvées dans les versions sur feuilles de palmiers furent omises à travers les éditions, ce qui rend chacune plus complexe que la précédente. Il s'agit de la version la plus couramment rencontrée.
- La version Vivekanandan qui est jusqu'à présent la seule version contenant à la fois le texte original et les interprétations.